# 新潟県道200号上正善寺高田線
新潟県道200号上正善寺高田線（にいがたけんどう200ごう かみしょうぜんじたかだせん）は、新潟県上越市内を通る一般県道である。

## 概要

### 路線データ
- 起点：新潟県上越市大字上正善寺字石原
- 終点：新潟県上越市北本町1丁目（新潟県道13号上越安塚柏崎線交点）

## 地理

### 通過する自治体
- 新潟県上越市

### 接続する道路
- 上越市道（起点：上越市大字上正善寺字石原、「正善寺ダム」右岸）
- 新潟県道63号上越新井線（飯交差点）
- 新潟県道13号上越安塚柏崎線（飯交差点 - 北本町一丁目交差点（終点）で重複）
- （終点：上越市北本町1丁目、北本町一丁目交差点）

### 周辺
- 北陸自動車道・上信越自動車道 上越ジャンクション
- えちごトキめき鉄道 高田駅
- 上越高等学校
- 上越市立城北中学校
- 上越市立飯小学校
- 上越市立東本町小学校
- 上越信用金庫 昭和町支店
- 高田昭和町郵便局
- 高田本町郵便局
- 高田西ショッピングセンター
  - イチコスーパー 高田西店
- イチコスーパー 本店
- 春日山城跡
- 正善寺ダム
- 愛の風公園

## その他
- 路線名の「高田」は、終点付近の旧自治体名（新潟県高田市）に由来する。